# Kup Herceg-Bosne
La Coppa della Erzeg-Bosnia di calcio (croato: Nogometni kup Herceg-Bosne) era la coppa che si teneva annualmente nella Repubblica Croata dell'Erzeg-Bosnia. Era gestita dalla Federazione calcistica dell'Erzeg-Bosnia (Nogometni savez Hrvatske Republike Herceg-Bosne).

## Storia
Il torneo è stato disputato nel territorio della Repubblica Croata dell'Erzeg-Bosnia durante gli anni della guerra in Bosnia ed Erzegovina. Le altre etnie disputavano la Kup NS BiH (musulmani) e la Kup Republike Srpske (serbi, questa coppa è disputata tuttora).
L'ultima edizione è stata quella del 1999–00. Col 2000–01 la Kup Herceg-Bosne e la Kup NS BiH si sono fuse a formare la Kup Bosne i Hercegovine, ed a torneo in corso si sono aggiunte anche le squadre della Kup Republike Srpske.

### Squadre principali
- Zrinjski Mostar
- Široki Brijeg
- Brotnjo
- Posušje
- Orašje
- Žepče
- Ljubuški
- Grude
- Troglav
- Tomislav
- Kupres
- Sloga Uskoplje
- Rama
- Stolac
- Čapljina
- Kiseljak
- NK Vitez
- Kreševo
- Novi Travnik
- Elektrobosna Jajce
- GOŠK Gabela

## Albo d'oro
| Stagione | Vincitore | Risultato       | Finalista      | Sede finale     |
| -------- | --------- | --------------- | -------------- | --------------- |
| 1994–95  | Ljubuški  | 2 – 0           | Sloga Uskoplje | Široki Brijeg   |
| 1995–96  | Ljubuški  | 1 – 1 (4-1 dtr) | Široki Brijeg  | Mostar          |
| 1996–97  | Troglav   | 1 – 0           | Orašje         | Mostar          |
| 1997–98  | Orašje    | 0 – 0 (3-2 dtr) | Široki Brijeg  | Mostar          |
| 1998–99  | Brotnjo   | 1 – 1 (4-2 dtr) | Široki Brijeg  | Mostar          |
| 1999–00  | Orašje    | 0 – 2 7 – 2     | Kiseljak       | Kiseljak Orašje |